# LAPOSTA 2023
『LAPOSTA 2023』（ラポスタ 2023）は、LAPONEエンタテインメントによる映像作品。
2023年11月15日にDVDとBlu-Rayで発売された。

## 概要
2023年5月30日、31日に有明アリーナで開催された『LAPOSTA 2023』より、最終公演を映像化。
DVDとBlu-Rayにはそれぞれ通常盤と数量限定豪華盤が存在し、計4形態で発売。

## ライブ
LAPONEエンタテインメント所属のJO1・INI・DXTEENによる初の合同ライブ。2023年4月17日に開催が発表された。
有明アリーナのサブアリーナでは、撮り下ろしビジュアルの大型展示や、グッズ撮影時にメンバーが着用していた衣装、メンバーの手形やフォトブース、ファンクラブコンテンツとのコラボブースなどが楽しめる『LAPOSTA 2023 EXHIBITION』が実施され、6月8日から13日の期間限定でオンラインビューイングにて無料公開された。
5月30日公演は、全国47都道府県の計80館の映画館にてライブビューイングが開催され、31日公演はライブストリーミング配信された。
|   | 開催日  | 開演  | 場所              | 備考                 |
| - | ------- | ----- | ----------------- | -------------------- |
| 1 | 5月30日 | 18:30 | 東京 有明アリーナ | ライブビューイング   |
| 2 | 5月31日 | 18:30 | 東京 有明アリーナ | ライブストリーミング |

本イベントの収益の一部は、2023年2月6日に発生したトルコ・シリア地震の被災地・被災者支援を目的として、駐日トルコ共和国大使館に寄付された。

## 出演者
（）内はLAPOSTAでのグループカラー
- JO1（   レッド）
- INI（   ブルー）
- DXTEEN（   グリーン）

## 収録内容
1. SPECTRA - INI
  - 2023年6月27日に公式YouTubeで公開された[6]。
2. Brand New Day - DXTEEN
  - 2023年10月27日に公式YouTubeで公開された[7]。
3. SuperCali - JO1
4. Sail Away - DXTEEN
5. Come Over - DXTEEN
6. BAD BOYZ - INI
7. We Are ~ AMAZE ME ~ HERO - INI
8. FANFARE - INI
9. Tiger - JO1
10. OH-EH-OH ~ Get Inside Me ~ Dreaming Night - JO1
11. Rose - JO1
12. やんちゃ BOY やんちゃ GIRL ~ CALL 119 - DXTEEN
  - DXTEENがJO1の「やんちゃ BOY やんちゃ GIRL」、INIの「CALL 119」をカバー。
  - 2023年6月27日に公式YouTubeで公開された[8]。
13. Shine A Light - INI
  - INIがJO1の「Shine A Light」をカバー。
14. BOMBARDA - JO1
  - JO1がINIの「BOMBARDA」をカバー。
  - 2023年10月27日に公式YouTubeで公開された[9]。
15. 青と夏 - JUNKI×HIROMU
  - 河野純喜と髙塚大夢のユニット。
  - Mrs. Green Appleの「青と夏」をカバー。
16. Melody - RUKI×TAKERU×YUDAI
  - 白岩瑠姫・後藤威尊・佐野雄大のユニット。
  - 8LOOMの「Melody」をカバー。
17. 勿忘 - SUKAI×TAKUMI
  - 金城碧海と尾崎匠海のユニット。
  - Awesome City Clubの「勿忘」をカバー。
18. First Love - SHO×KYOSUKE
  - 與那城奨と藤牧京介のユニット。
  - 宇多田ヒカルの「First Love」をカバー。
19. Born To Be Wild - SHOSEI×TAKUMI×SHOGO
  - 大平祥生・川西拓海・田島将吾のユニット。
  - JO1の「Born To Be Wild」のトラックにオリジナルのリリックを乗せたラップを披露。
20. Remains - REN×MASAYA
  - 川尻蓮と木村柾哉のユニット。
  - オリジナル曲で創作ダンスを披露。
21. 24H - KEIGO×FENGFAN×JIN
  - 佐藤景瑚・許豊凡・松田迅のユニット。
  - SEVENTEENの「24H」をカバー。
  - 一部音声トラブルがあったため、アーカイブ配信等では30日公演の映像に差し替えられた[10]。
22. イケナイ太陽 - SYOYA×SHION×RIHITO
  - 木全翔也・鶴房汐恩・池﨑理人のユニット。
  - ORANGE RANGEの「イケナイ太陽」をカバー。
23. LAPOSTA 2023 Exclusive DJ Mix - MAME×HIROTO
  - 豆原一成と西洸人のユニット。
  - DJで楽曲を繋ぎ、中盤からDXTEENも登場した。
24. Unlimit - DXTEEN
25. Goosebumps - INI
  - INI Ver.として初披露。
  - 2023年10月27日に公式YouTubeで公開された[11]。
26. Dramatic - INI
27. New Day - INI
28. YOUNG - JO1
29. YOLO-konde - JO1
30. Trigger - JO1
  - 2023年6月27日に公式YouTubeで公開された[12]。
31. Let Me Fly〜その未来へ〜 - ALL
32. ツカメ〜It's Coming〜 - ALL

ENCORE:無限大×Rocketeer - ALL